# Курский государственный медицинский университет
Ку́рский госуда́рственный медици́нский университе́т — высшее учебное заведение в Курске.

## История
Основан 9 февраля 1935 года как Курский государственный медицинский институт.
В 1984 году становится вузом первой категории. В 1985 году награждён Орденом Трудового Красного Знамени. В 1994 году институту присвоен статус университета.
В 2008 году в КГМУ обучалось 3093 студента очной формы обучения, 761 заочной. Число преподавателей в 2008 году составило 625, из них 119 доцентов и 64 профессора. В 2007 году вуз находился на 25—29 позиции в рейтинге медицинских вузов Минобразования России.
С 2010 года в КГМУ основан факультет «Среднего профессионального образования» (СПО), обучение направлено на подготовку специалистов среднего класса (фельдшера, зубные техники). Обучение ведётся вместе со студентами высшего образования, с теми же преподавателями и на том же учебном оборудовании с прохождением учебной практики в тех же больницах и поликлиниках. Две кафедры детских болезней КГМУ работают в областной детской больнице.
С 2012 года к КГМУ присоединён Курский медико-фармацевтический колледж.

## Структура
- Лечебный факультет
- Медико-профилактический факультет
- Педиатрический факультет
- Фармацевтический факультет
- Биотехнологический факультет
- Факультет химической технологии
- Факультет клинической психологии
- Факультет социальной работы
- Факультет экономики и менеджмента
- Факультет довузовской подготовки
- Стоматологический факультет
- Институт непрерывного образования

## Ректоры
- Бунэ, Ян Мартынович (1937—1940)
- Гехман, Самуил Рувимович (1940—1941)
- Рудченко, Анна Васильевна (1944—1945)
- Яльцев, Дмитрий Александрович
- Деревягин, Михаил Петрович
- Островерхов Георгий Ефимович (1950—1954)
- Савельев, Александр Васильевич (1954—1964)
- Крутько, Николай Фёдорович (1964—1978)
- Завьялов, Александр Васильевич (1978—2003)
- Лазарев, Алексей Иванович (2003—2009)
- Лазаренко, Виктор Анатольевич, профессор, доктор медицинских наук, заслуженный врач РФ, депутат Курской областной Думы (с 2009 года по настоящее время)[4]